# بورخا ساينز
بورخا ساينز (بالإسبانية: Borja Sainz) هو لاعب كرة قدم إسباني في مركز نصف الجناح، ولد في 21 فبراير 2001 في لايايوا في إسبانيا. لعب مع ديبورتيفو ألافيس.

## وصلات خارجية
- بورخا ساينز على موقع اتحاد تركيا (لاعب) (الإنجليزية)
- بورخا ساينز على موقع قاعدة بيانات كرة القدم.إي يو (الإنجليزية)
- بورخا ساينز على موقع Soccerway.com (الإنجليزية)